# Clair Obscur: Expedition 33
Pour les articles homonymes, voir Clair-obscur (homonymie).
Clair Obscur: Expedition 33 est un jeu vidéo de rôle français développé par Sandfall Interactive et publié par Kepler Interactive, sorti le 24 avril 2025 sur Microsoft Windows, Xbox Series et PlayStation 5.
L'intrigue se déroule dans un univers sombre et fantastique aux traits inspirés de la Belle Époque, dans lequel plusieurs jeunes adultes tentent d'arrêter une entité : la Peintresse. Chaque année, cette dernière inscrit un nombre de plus en plus petit sur un monolithe géant au loin ; à ce moment, toute personne ayant cet âge-là ou plus disparait, « gommée ».
Clair Obscur: Expedition 33 reçoit un excellent accueil critique et s'écoule à un million d'exemplaires dans les trois jours suivant son lancement, à plus de deux millions en 12 jours puis à 3,3 millions un mois après sa sortie.

## Histoire

### Univers
Le début de Clair Obscur se déroule dans la ville/île nommée Lumière, un décor sombre fantastique inspiré par le Paris de la Belle Époque et le steampunk,, puis sur le continent qui constitue le terrain hostile. Les protagonistes Gustave, Maelle, Lune, Sciel, Verso, Monoco et Esquie (prononcé Esquié) tentent d'arrêter la Peintresse, dont les mystérieux pouvoirs divins peuvent tuer les personnes d'un âge donné qu'elle dessine sur un monolithe,. Si Lumière affiche un aspect haussmannien végétalisé et éclaté par des anomalies gravitationnelles, le continent est beaucoup plus riche en paysages : montagnes de glace et falaises obscures, grottes sculptées, ruines urbaines, vallons fleuris, monde sous-marins, champs de bataille, temples et arbres iridescents.
Guillaume Broche, directeur du studio, déclare s’être inspiré du roman La Horde du Contrevent.

### Synopsis
Il y a 67 ans, en -100 avant la Dernière Génération prévue, la ville de Lumière a été séparée du continent par une catastrophe, la « Fracture ». Plusieurs décennies plus tard, le reste du monde, devenu presque inaccessible de l'autre côté de la mer, est un univers sauvage et fantastique où des créatures malveillantes et mystérieuses règnent en maître. Chaque année depuis la Fracture, sur un gigantesque monolithe, une terrible Peintresse marque un décompte de 100 à 0 : chaque individu ayant atteint l'âge inscrit tombe inexplicablement en poussière. Pour briser la malédiction, Lumière envoya chaque année une expédition chargée d'anéantir la Peintresse, dont la première, l'Expédition Zéro, fut la seule à produire des survivants. Toutes ont cependant échoué à s'acquitter de leur mission.
Un des membres de l'Expédition 33, Gustave, scrute l'horizon et aperçoit le monolithe affichant le nombre « 34 ». Une adolescente, Maelle, rejoint Gustave et l'incite à offrir une fleur à une certaine Sophie . Peu de temps après, l'homme, rose à la main, retrouve Sophie qui, après 33 années de vie, semble prête à faire face à ce qui est imminent. Gustave promet à la femme qu'ils «  briseront le cycle, pour qu'elle ne vole plus jamais l'avenir de personne  ». Au port de Lumière, la population se rassemble tout en observant le monolithe près duquel la Peintresse se lève. Cette dernière peint le nombre «  33  » sur le monolithe, provoquant le « Gommage » qui fait disparaître un certain nombre de personnes dont Sophie. Après une soirée à faire le deuil des disparus et un discours d'adieux de la conseillère Emma, sœur de Gustave, l'Expédition 33 embarque et part à la rencontre de son destin.

## Système de jeu
Clair Obscur est un RPG au tour par tour qui inclut des aspects en temps réel tels que des événements rapides et des actions basées sur le timing, tant en attaque qu'en défense,. Lors des attaques le joueur choisit entre l'utilisation d'objets, de compétences spécifiques, d'une attaque de base ou encore de tirs en visée libre. Certaines attaques sont accompagnées de QTE (combo de touches à réaliser). Lors des phases de défense, toutes les attaques adverses peuvent être soit esquivées, soit parées,. Si toutes les attaques d'un combo adverse sont parées, le joueur effectue un contre plutôt puissant. 

## Développement

### Genèse du projet
En 2020, Guillaume Broche, François Meurisse et Tom Guillermin, des anciens d'Ubisoft, fondent le studio montpelliérain Sandfall Interactive,,. Broche déclare qu'il a quitté Ubisoft car il « s'ennuyait et voulait faire quelque chose de différent ». Clair Obscur est né d'un projet personnel initié par Broche début 2019, alors qu'il tentait d'apprendre en autodidacte à utiliser le moteur de jeu Unreal Engine.
Le développement commence initialement sous Unreal Engine 4, mais est ensuite passé à l'Unreal Engine 5 pour profiter des améliorations apportées par le moteur de jeu en termes de rendu et d'animation,.

### Titre du jeu
Le jeu a d'abord été connu sous le nom Project W. Au quotidien, l'équipe appelle le jeu Expedition 33, considérant Clair Obscur comme le nom d'une licence plus large, ayant « déjà imaginé un univers lié, peut-être un autre jeu plus tard ».

### Équipe
L'équipe de développement principale est composée d'environ 30 personnes,, dont 25 à Montpellier et 5 à Paris. Certains membres de l'équipe ont été initialement recrutés sur Internet, notamment via des publications sur Reddit pour la scénariste Jennifer Svedberg-Yen, ou sur un forum de jeux vidéo indépendants pour le compositeur Lorien Testard. Broche attribue le succès de ce mode de recrutement informel au fait que ces personnes cherchaient un exutoire créatif lors de la pandémie de Covid-19, ainsi qu'à une « chance énorme ».
Une équipe d'animation coréenne ainsi qu'une trentaine de musiciens ont également contribué au projet,.

### Style et inspirations
Selon le président-directeur général et directeur créatif Guillaume Broche, l'un des objectifs de Clair Obscur est de créer un RPG au tour par tour de grande qualité, ce qui, selon lui, a été négligé par les développeurs de jeux AAA. Selon Broche, Clair Obscur s'inspire des jeux de rôle japonais, Broche citant en particulier les séries Final Fantasy et Persona. Cependant, un soin a été apporté pour ne pas simplement imiter les jeux de rôle japonais mais partir d'une base culturelle et artistique française, avant d'y insuffler l'essence desdits jeux de rôle japonais.
Au début, la direction artistique du jeu était conçue par Broche, « dans [son] coin » avec des ressources trouvées sur Internet ; elle a ensuite été reprise par Nicholas Maxson-Francombe. L'équipe a cherché une période de l'Histoire peu utilisée et a porté son dévolu sur la Belle Époque et le mouvement Art déco.
Concernant le scénario du jeu, Broche et Guillermin citent le roman de science fantasy La Horde du Contrevent,.

### Commercialisation
Le jeu est présenté lors du Summer Game Fest 2024 durant la conférence de Xbox Games Showcase. Il sort le 24 avril 2025 sur Microsoft Windows, Xbox Series et PlayStation 5. À son lancement, il est disponible sur le service Xbox Game Pass.

## Distribution
Le soutien financier de l'éditeur Kepler Interactive permet au jeu d'attirer, pour son doublage anglais, des acteurs et actrices tels que Charlie Cox (Daredevil), Andy Serkis (Le Seigneur des Anneaux), ou encore Jennifer English (Baldur's Gate III) et Ben Starr (Final Fantasy XVI).
La synchronisation labiale des personnages est basée sur le doublage anglais du jeu.
| Personnages | Comédiens motion/performance capture | Comédiens anglais    | Comédiens français |
| ----------- | ------------------------------------ | -------------------- | ------------------ |
| Gustave     | Maxence Cazorla                      | Charlie Cox          | Alexandre Gillet   |
| Maelle      | Charlotte Hoepffner                  | Jennifer English     | Adeline Chetail    |
| Lune        | Estelle Darnault                     | Kirsty Rider         | Céline Melloul     |
| Sciel       | Estelle Darnault / Johanna Bros      | Shala Nyx            | Sarah Cornibert    |
| Renoir      | Maxence Cazorla / Alex Martin        | Andy Serkis          | Féodor Atkine      |
| Verso       | Maxence Cazorla                      | Ben Starr            | Slimane Yefsah     |
| Monoco      |                                      | Rich Keeble          | Bruno Magne        |
| Esquie      |                                      | Maxence Cazorla      | Maxence Cazorla    |
| Aline       | Estelle Darnault                     | Tracy Wiles          | Sandrine Henry     |
| Clea        | Estelle Darnault                     | Devora Wilde         | Amandine Barbier   |
| Sophie      | Estelle Darnault                     | Billie Fulford-Brown | Amandine Barbier   |

Version française
- Studio de doublage : Studio Anatole
- Direction artistique : Serge Thiriet
- Adaptation : Christophe Riot et Serge Thiriet

Source : vidéos d'annonce,, crédits du jeu et IMDB

## Accueil

### Réception critique
Clair Obscur: Expedition 33 rencontre une excellente réception critique, avec des scores de 92 et 91 % calculés par les agrégateurs de critiques Metacritic et OpenCritic,,,.
Le jeu suscite un plébiscite, en recevant de la part des joueurs inscrits sur Metacritic une note moyenne de 9,7 sur 10, du jamais vu pour un jeu vidéo dans l'histoire du site de notations. Le magazine d'affaires Forbes estime que ce chiffre est en partie exagéré, car gonflé au-delà de toutes proportions par un afflux de joueurs attribuant la note maximale au jeu.
Le journaliste Kocobé, travaillant pour le magazine Canard PC, estime du jeu que « les rares faiblesses [qu'il] a dénichées n’ont jamais réussi à entacher un tableau qui se révèle, au bout du compte, magnifique ».

### Ventes
Le 25 avril, 24 heures seulement après sa sortie, Clair Obscur : Expedition 33 franchit le cap des 500 000 ventes,.
Le 27 avril 2025, soit trois jours après le lancement, l’équipe du jeu annonce sur les réseaux sociaux avoir atteint le million d’unités de jeu vendues, ainsi que les 100 000 joueurs simultanés sur la plateforme Steam,,.
Le 6 mai 2025, il est annoncé que les ventes ont atteint les deux millions.
Le 27 mai 2025, soit 33 jours après la sortie du titre, Sandfall Interactive déclare avoir vendu 3,3 millions d'exemplaires de Clair Obscur : Expedition 33,.

### Succès de la bande originale
La musique originale du jeu, composée par Lorien Testard, accompagné des chanteurs Alice Duport-Percier et Victor Borba, a également connu un grand succès. Au 7 mai 2025, la bande originale avait été écoutée plus de 18 millions de fois sur les plateformes de streaming musical. Par ailleurs, l'album a rejoint les premières places de plusieurs classements musicaux du magazine Billboard, tel que celui des albums de musique classique.

### Galerie artistique
- Sandfall Interactive, « Art Blast », sur ArtStation, 15 mai 2025 : recueil de concept arts et de bandes de démonstration du jeu fini.